# Giorgi Gocholeishvili
Giorgi Gocholeishvili (Kutaisi, 14 de febrero de 2001) es un futbolista georgiano que juega en la demarcación de defensa para el Hamburgo S. V. de la 1. Bundesliga.

## Selección nacional
Tras jugar en varias categorías inferiores de la selección, finalmente hizo su debut con la selección de fútbol de Georgia el 20 de junio de 2023 en un partido amistoso contra Marruecos que finalizó con un resultado de 3-0 a favor del combinado marroquí tras los goles de Youssef En-Nesyri, Hakim Ziyech y Sofiane Boufal.

### Participaciones en Eurocopas
| Copa          | Sede     | Resultado        | Partidos | Goles |
| ------------- | -------- | ---------------- | -------- | ----- |
| Eurocopa 2024 | Alemania | Octavos de final | 0        | 0     |

## Clubes
| Club                      | País      | Año       | Partidos | Goles |
| ------------------------- | --------- | --------- | -------- | ----- |
| FC Saburtalo Tbilisi      | Georgia   | 2020-2022 | 86       | 8     |
| F. C. Shakhtar Donetsk    | Ucrania   | 2023-2024 | 36       | 1     |
| F. C. Copenhague (cedido) | Dinamarca | 2024-2025 | 33       | 1     |
| F. C. Shakhtar Donetsk    | Ucrania   | 2025      | 4        | 0     |
| Hamburgo S. V. (cedido)   | Alemania  | 2025-     |          |       |

## Palmarés

### Títulos nacionales
| Título                  | Club                   | País      | Año  |
| ----------------------- | ---------------------- | --------- | ---- |
| Copa de Georgia         | FC Saburtalo Tbilisi   | Georgia   | 2021 |
| Liga Premier de Ucrania | F. C. Shakhtar Donetsk | Ucrania   | 2023 |
| Liga Premier de Ucrania | F. C. Shakhtar Donetsk | Ucrania   | 2024 |
| Copa de Ucrania         | F. C. Shakhtar Donetsk | Ucrania   | 2024 |
| Superliga de Dinamarca  | F. C. Copenhague       | Dinamarca | 2025 |
| Copa de Dinamarca       | F. C. Copenhague       | Dinamarca | 2025 |